# Miocaperea
Miocaperea es un género extinto de ballena cetotérida neobalenina cuyos restos fueron descubiertos en sedimentos del Mioceno tardío de la Formación Pisco en Perú. Su especie tipo y única conocida es Miocaperea pulchra.

## Evolución e importancia
El descubrimiento de Miocaperea es significativo debido a que las neobaleninas (el grupo que incluye a la actual ballena franca pigmea) eran anteriormente desconocidas en el registro fósil, con la excepción de un petrosal (hueso del oído) aislado encontrado en depósitos del Mioceno tardío de Australia. Un estudio anterior había situado la fecha de divergencia de Neobalaeninae de los otros misticetos en cerca de 23 millones de años, y la edad de Miocaperea le da mayor soporte a la noción de que el origen de la subfamilia Neobalaeninae se remonta al inicio del Mioceno.